# Phaethornis porcullae
El ermitaño de Porculla (Phaethornis porcullae) es una especie —o la subespecie Phaethornis griseogularis porcullae dependiendo de la clasificación considerada— de ave apodiforme de la familia Trochilidae, perteneciente al numeroso género Phaethornis. Es nativo del noroeste de América del Sur.

## Distribución y hábitat
Se distribuye por las montañas andinas occidentales en el suroeste de Ecuador (Loja) y noroeste de Perú (Tumbes, Piura y Lambayeque).
Esta especie es considerada bastante común en sus hábitats naturales: los bosques húmedos dentro de bosques estacionalmente secos. En altitudes entre 400 y 1600 m en el noroeste de Perú y entre 900 y 2000 m en el suroeste de Ecuador.

## Sistemática

### Descripción original
La especie P. porcullae fue descrita por primera vez por el ornitólogo estadounidense Melbourne Armstrong Carriker en 1935 bajo el mismo nombre científico; su localidad tipo es: «Paso Porculla, Lambayeque, Perú, 3500 pies (1066 m)». El holotipo, un macho adulto recolectado el 18 de mayo de 1933 por el propio Carriker, se encuentra depositado en la Academia de Ciencias Naturales de la Universidad Drexel en Filadelfia bajo el número ANSP 118211.

### Etimología
El nombre genérico masculino «Phaethornis» se compone de las palabras del griego «phaethōn» que significa ‘sol’ y «ornis» que significa ‘pájaro’; y el nombre de la especie «porcullae», se refiere a la localidad tipo, el paso de Porculla en Lambayeque, Perú.

### Taxonomía
El presente taxón sigue siendo tratado como la subespecie P. griseogularis porcullae por la mayoría de las clasificaciones. Sin embargo, es separada de Phaethornis griseogularis como especie plena por Aves del Mundo (HBW) y Birdlife International (BLI) con base en las diferencias morfológicas. Es monotípica.
Las principales diferencias apuntadas por HBW para justificar la separación son: las partes inferiores más pálidas con las márgenes de las rectrices blancas en vez de beige-bronceado; las cobertoras superiores de la cola muy reducidas y más oscuras (castaño apagado estrecho vs. castaño brillante ancho); mayor tamaño  (10,5 cm vs. 8 a 10 cm de longitud).